# زايل
بلدية سَهِل أو (نقحرة: زايل) (بالإسبانية: Zael)‏ هي إحدى بلديات مقاطعة برغش، التي تقع في منطقة قشتالة وليون، والتي تقع في شمال غرب إسبانيا.
يبلغ عدد سكانها 133 نسمة وفقاً لإحصائية سنة (2002).